# ФК БСК Батајница
ФК БСК Батајница је српски фудбалски клуб из Батајнице, Београд. Основан је 1925. године и тренутно игра у Београдскoj зони, четвртом такмичарском нивоу српског фудбала.

## Историја
Први значајнији успех у историји клуба је пласман у Међурепубличку лигу Север (тада трећи ранг такмичења) у сезони 1990/91. Клуб је остао у трећем рангу такмичења током највећег дела 90-их година. Од 2000. до 2003. су играли у Српској лиги „Београд“, а у зони све до 2006. године, када испадају у Прву београдску лигу. До 2011. играју у Првој београдској лиги када испадају у Другу београдску лигу „Дунав“. Враћају се у Прву београдску лигу где у сезони 2014/15 постају прваци. Данас клуб игра у Зонској лиги Београда. Највећа победа у историји клуба је победа над Партизаном од 2:1 31.7.1996. године у 1/16 финала купа Југославије. Те сезоне остварен је и највећи успех клуба пласманом у 1/4 финале купа, након елиминације подгоричке Будућности у 1/8 финала на пенале, после утакмица у Батајници и Подгорици.

## Навијачи
Навијачи овог клуба познати су као Дијаболе Батајница. Они су основани 1987 године.

## Стадион
Стадион БСК Батајница некада се звао стадион Аеродром. Данас стадион носи име Стадион Батајница. Стадион Батајница може да прими око 2500 људи.

## Познати бивши играчи
- Радован Радаковић
- Миралем Сулејмани
- Никола Дринчић
- Светозар Чича